# Eurovision Young Musicians 1990
Der 5. Eurovision Young Musicians (EYM) fand am 29. Mai 1990 im Wiener Musikverein in Wien statt. Ausrichter war der ORF, der erstmals diesen Wettbewerb ausrichtete.
Sieger der Ausgabe 1990 wurde der niederländische Pianist Niek van Oosterum. Es war nach 1984 der bereits zweite Sieg für die Niederlande. Außerdem war die Niederlande damit das erste Land im Wettbewerb überhaupt, welches den Wettbewerb mehr als ein Mal gewinnen konnte. Auf Platz 2 hingegen landete der deutsche Violinist Koh Gabriel Kameda, während auf Platz 3 der belgische Akkordeonist Christophe Delporte landete.

## Austragungsort
Der ORF wählte als Austragungsort den Wiener Musikverein in Wien aus. Es war das erste Mal seit dem Eurovision Song Contest 1967, dass Österreich eine Eurovision-Veranstaltung ausrichtete.
Außerdem war es das erste Mal der Fall im Wettbewerb, dass der Vorjahressieger den Wettbewerb ausrichten durfte. Schließlich gewann Österreich den Wettbewerb 1988 und musste sich somit um die Ausrichtung 1990 bewerben.

## Format
Jedes Land schickt einen Musiker, welcher nicht älter als 19 Jahre ist, zum Wettbewerb. Dieser spielt dann ein Instrument und stellt mit diesem ein Stück vor. Unterstützt wird der Musiker vom Radio-Symphonieorchester Wien. Da die Anzahl der Teilnehmer den Zeitrahmen für ein Finale sprengen würde, gab es zuvor ein Halbfinale. So entschied eine professionelle Jury am Ende lediglich fünf Länder, die im Finale auftreten werden. Die Jury entscheidet daraufhin ebenfalls die ersten drei Plätze dort. Folgende Juroren saßen 1990 in der Jury:
- Václav Neumann (Vorsitzender)
- Günther Breest
- Philippe Entremont
- Rainer Küchl
- Pascal Rogé
- Carole Dawn Reinhart
- Brian J. Pollard
- Charles Medlam

### Moderation
Als Moderator fungierte der österreichische Intendant, Schriftsteller, Regisseur, Schauspieler und Fernsehmoderator Gerhard Tötschinger.

## Teilnehmer

Länder, die 1990 teilgenommen haben
Länder, die bereits im Halbfinale ausgeschieden sind
Länder, die in der Vergangenheit teilgenommen haben, jedoch nicht 1990

Insgesamt 18 Länder nahmen am Eurovision Young Musicians 1990 teil, damit zwei Länder mehr als noch 1988. Bis dahin war es der größte Wettbewerb, da Griechenland und Portugal beide ihr Debüt 1990 gaben. Außerdem zog sich kein Land von der Veranstaltung zurück.

## Halbfinale
Um den zeitlichen Rahmen des Finales nicht sprengen zu müssen, fand vor dem Finale ein Halbfinale am 21. Mai 1990 statt. Allerdings ist wenig über dieses Halbfinale bekannt. Folgende Länder schieden dort bereits aus:
| Land                   | Interpret                      | Instrument | Stück                                                                |
| ---------------------- | ------------------------------ | ---------- | -------------------------------------------------------------------- |
| Dänemark               | Mikkel Futtrup                 | Violine    | Violin Concerto No. 2 in d-Moll, Op. 22 von Henryk Wieniawski        |
| Finnland               | Sharon Jaari                   | Violine    | Violin Concerto No. 2 in d-Moll, Op. 44 von Max Bruch                |
| Griechenland           | Yannis Tsitselikis             | Cello      | Variations on a Rococo Theme, Op. 33 von Pjotr Iljitsch Tschaikowski |
| Irland                 | Patricia Moynihan              | Flöte      | Flute Concerto No. 1 in G-Dur, K. 313 von Wolfgang Amadeus Mozart    |
| Italien                | Vittorio Ceccanti              | Cello      | Cello Concerto in d-Moll von Édouard Lalo                            |
| Jugoslawien            | Dejan Božić                    | Cello      | Cello Concerto in h-Moll, Op. 104 von Antonín Dvořák                 |
| Norwegen               | Gudrun Skretting               | Klavier    | Symphonic Variations von César Franck                                |
| Portugal               | António Miguel Canolas Quitalo | Trompete   | Trumpet Concerto in Es-Dur von Joseph Haydn                          |
| Schweden               | Fredrik Fors                   | Klarinette | Clarinet Concerto von Jean Françaix                                  |
| Schweiz                | Rafael Rosenfeld               | Cello      | Cello Concerto No. 1 in A-Moll, Op. 33 von Camille Saint-Saëns       |
| Spanien                | Fernando Alvarez Goicoechea    | Akkordeon  | Suite Iberoamericana von Francisco Cano                              |
| Vereinigtes Königreich | Nicola Loud                    | Violine    | Violin Concerto No. 1 in G-Moll, Op. 26 von Max Bruch                |
| Zypern                 | Constantinos Stylianou         | Klavier    | Piano Concerto No. 1 in Es-Dur von Franz Liszt                       |

## Finale
Das Finale fand am 29. Mai 1990 im Wiener Musikverein in Wien statt. Fünf Länder traten gegeneinander an, wobei nur die ersten drei Plätze bekannt wurden.
| Platz | Startnr. | Land                   | Interpret           | Instrument | Stück                                                                         |
| ----- | -------- | ---------------------- | ------------------- | ---------- | ----------------------------------------------------------------------------- |
| 1.    | 1        | Niederlande            | Niek van Oosterum   | Klavier    | Concert for Piano and Orchestra a-minor op. 16, 1 Mov. von Edvard Grieg       |
| 2.    | 4        | BR Deutschland         | Koh Gabriel Kameda  | Violine    | Concert for Violin and Orchestra, D-Major, op. 77, 1 mov. von Johannes Brahms |
| 3.    | 3        | Belgien                | Christophe Delporte | Akkordeon  | Concert for Accordion and Orchestra B-Major, 2 and 1 mov. von Nikolai Chaikin |
| –     | 2        | Österreich (Gastgeber) | Christine Heeger    | Klavier    | Concert for Piano and Orchestra num. 2, A-major von Franz Liszt               |
| –     | 5        | Frankreich             | Anne Gastinel       | Cello      | Concert for Cello and Orchestra, H-Minor, op. 104, 1 mov. von Antonín Dvořák  |

## Übertragung
Insgesamt 23 Fernsehanstalten übertrugen die Veranstaltung:
| Land                              | Sender              | Kommentator                      |
| Teilnehmende Länder               | Teilnehmende Länder | Teilnehmende Länder              |
| --------------------------------- | ------------------- | -------------------------------- |
| Belgien                           | Télé 21             | k. A.                            |
| Dänemark                          | DR1                 | Peter Borgwardt                  |
| BR Deutschland                    | ZDF                 | k. A.                            |
| Finnland                          | Yle TV1             | k. A.                            |
| Frankreich                        | France 3            | k. A.                            |
| Griechenland                      | ERT                 | k. A.                            |
| Irland                            | RTÉ                 | k. A.                            |
| Italien                           | Rai 3               | k. A.                            |
| Jugoslawien                       | RT Beograd 2        | k. A.                            |
| Jugoslawien                       | RT Ljubljana 2      | k. A.                            |
| Jugoslawien                       | RT Zagreb 2         | k. A.                            |
| Niederlande                       | Nederland 3         | k. A.                            |
| Norwegen                          | NRK1                | Eyvind Solås                     |
| Österreich                        | ORF 2               | k. A.                            |
| Portugal                          | RTP                 | k. A.                            |
| Schweden                          | SVT 2               | Marianne Söderberg               |
| Schweiz                           | SRG Sportkette      | k. A.                            |
| Schweiz                           | DRS 2               | k. A.                            |
| Schweiz                           | Espace 2            | k. A.                            |
| Spanien                           | TVE                 | k. A.                            |
| Vereinigtes Königreich            | BBC Two             | Humphrey Burton & Edward Gregson |
| Zypern                            | RIK 1               | k. A.                            |
| Nicht teilnehmende Länder         |                     |                                  |
| Bulgarien                         | BNT                 | k. A.                            |
| Rumänien                          | TVR                 | k. A.                            |
| Sowjetunion                       | CT USSR             | k. A.                            |
| Multinationale Sender             |                     |                                  |
| BR Deutschland Österreich Schweiz | 3sat                | k. A.                            |